# Câu lạc bộ bóng đá Lý Văn
Câu lạc bộ bóng đá Lý Văn (tiếng Trung: 理文足球會) là một câu lạc bộ bóng đá ở Hồng Kông tại Tướng Quân Áo thi đấu tại giải bóng đá Ngoại hạng Hồng Kông được tài trợ bởi Công ty hóa chất Lý Văn.
Câu lạc bộ này đã vô địch giải Ngoại hạng lần đầu tiên trong mùa 2023-24 với thành tích bất bại.

## Lịch sử
Câu lạc bộ bóng đá Lý Văn được thành lập ngày 19 tháng 6, 2017 bởi Công ty trách nhiệm hữu hạn bóng đá Lý Văn để phổ biến bóng đá tại Hồng Kông và cho các cầu thủ bản địa tỏa sáng.
Trong mùa giải 2017-18, Công ty trách nhiệm hữu hạn bóng đá Lý Văn quyết định đầu tư vào một câu lạc bộ riêng. Họ trả phí 1 triệu đô la Hồng Kông để trực tiếp cho câu lạc bộ tham gia giải ngoại hạng Hồng Kông. Họ thuê cựu tuyển thủ Hồng Kông Phùng Gia Kỳ làm huấn luyện viên trưởng đầu tiên vào ngày 3 tháng 7, 2017. Chiến thắng đầu tiên trong lịch sử Lý Văn đến vào ngày 15 tháng 9 khi họ chiến thắng 3-2 Đông Phương AA trong khuôn khổ giải Ngoại hạng, với bàn thắng đầu tiên được ghi bởi Jordi Tarrés. Tuy nhiên, Phùng Gia Kỳ chỉ trụ lại được một mùa giải khi câu lạc bộ về đích ở vị trí thứ 8.

### Chức vô địch đầu tiên
Ngày 21 tháng 5, 2018, Lý Văn thuê cựu huấn luyện viên trưởng đội tuyển quốc gia Hồng Kông và đội tuyển quốc gia Ma Cao là Trần Hiểu Minh. Dưới thời Trần, họ giành được danh hiệu đầu tiên với chức vô địch Cúp Tinh Anh mùa 2018-19 ngày 27 tháng 4, 2019 khi chiến thắng Nguyên Lãng với tỷ số 3-2.
Giải đấu quốc tế đầu tiên Lý Văn tham gia là AFC Cup 2021, nơi họ được vào thẳng vòng bảng. Ngày 23 tháng 6, 2021, Lý Văn giành chiến thắng đầu tiên tại đấu trường này trước một đội bóng Hồng Kông khác là Đông Phương khi Gil ghi bàn duy nhất ấn định chiến thắng 1-0. Họ giành chiến thắng tất cả các trận vòng bảng còn lại, bao gồm các chiến thắng 4-1 trước Đài Nam ngày 26 tháng 6, sau đó là 1-5 trước câu lạc bộ Mông Cổ Athletic 220 FC ngày 29, qua đó đưa họ đến trận playoff xuyên vùng trước câu lạc bộ Uzbekistan Nasaf vào ngày 20 tháng 10. Trong suốt trận đấu, Lý Văn thế hiện tốt khi thành công kéo Nasaf vào hiệp phụ với tỷ số hòa 2-2, tuy nhiên Andrija Kaluđerović đã ghi bàn loại Lý Văn khỏi giải đấu với tỷ số 3-2 chung cuộc.
Sau đó, Lý Văn giành quyền tham gia AFC Cup 2022 với các đối thủ giống 2021, tuy nhiên lần này họ bị loại sớm từ vòng bảng.
Ngày 5 tháng 2, 2023, Trần Hiểu Minh bị sa thải sau các màn trình diễn thất vọng và ngày 27 tháng 4, 2023, Tằng Chiêu Đạt được bổ nhiệm làm huấn luyện viên trưởng mới của câu lạc bộ. Lý Văn kết thúc mùa giải 2022-23 ở vị trí á quân, qua đó cho họ một vé vào vòng loại AFC Champions League 2023–24. Ngày 16 tháng 8, 2023, Lý Văn hủy diệt câu lạc bộ Indonesia Bali United 5-1 trên sân nhà, đưa họ đến vòng playoff trước quán quân AFC Champions League 2022 Urawa Red Diamonds, tuy nhiên họ để thua 0-3 tại Sân vận động Saitama 2002 và để đối thủ tiến vào vòng bảng.

### Vô địch giải ngoại hạng bất bại
Ngày 19 tháng 5, 2024, Lý Văn giành chức vô địch giải Ngoại hạng Hồng Kông lần đầu tiên với chiến thắng 6-1 trước Thâm Thủy Phụ. Họ trở thành câu lạc bộ thứ tư vô địch giải đấu và câu lạc bộ thứ hai vô địch với thành tích bất bại (17 thắng - 3 hòa). Lý Văn đồng thời vào thẳng vòng bảng AFC Champions League Two 2024–25. Họ tham gia bảng G cùng Bangkok United của Thái Lan, Tampines Rovers của Singapore, và Thép Xanh Nam Định của Việt Nam.

## Sân
Lý Văn đá các trận sân nhà trên Sân vận động Tướng Quân Áo có sức chứa 5.000 người. Tuy nhiên do sân không đạt tiêu chuẩn AFC, Lý Văn dùng Sân vận động Vượng Giác làm sân nhà khi tham gia AFC Champions League Two 2024–25.

## Đội hình

### Đội một
Tính đến 27 tháng 11, 2024
Ghi chú: Quốc kỳ chỉ đội tuyển quốc gia được xác định rõ trong điều lệ tư cách FIFA. Các cầu thủ có thể giữ hơn một quốc tịch ngoài FIFA.
| Số | VT | Quốc gia  | Cầu thủ                      |
| -- | -- | --------- | ---------------------------- |
| 1  | TM | Hồng Kông | Lương Hưng Kiệt              |
| 2  | HV | Hồng Kông | Chu Tử Khiêm                 |
| 4  | HV | Nhật Bản  | Tachibana Ryōya FP           |
| 5  | HV | Hồng Kông | Dudu                         |
| 6  | TV | Hồng Kông | Hồ Tấn Minh (Đội phó)        |
| 7  | TV | Hà Lan    | Mitchel Paulissen FP         |
| 8  | TĐ | Hồng Kông | Everton Camargo              |
| 9  | TĐ | Estonia   | Henri Anier FP               |
| 10 | TV | Hồng Kông | Hoàng Uy (Đội phó)           |
| 11 | TĐ | Hồng Kông | Trịnh Triệu Quân             |
| 12 | TV | Hồng Kông | La Trác Hy                   |
| 13 | HV | Hồng Kông | Lý Nghị Khải                 |
| 14 | TV | Iraq      | Jiloan Hamad FP              |
| 16 | TV | Hồng Kông | Nhan Nhạc Phong (Đội trưởng) |

| Số | VT | Quốc gia    | Cầu thủ               |
| -- | -- | ----------- | --------------------- |
| 17 | TĐ | Hồng Kông   | Trương Hý Diên        |
| 18 | TV | Hồng Kông   | Đặng Diên Triêm       |
| 19 | HV | Hàn Quốc    | Kim Min-kyu FP        |
| 20 | TĐ | Brasil      | Paulinho Simionato FP |
| 21 | TV | Hồng Kông   | Hoàng Lãng Gia        |
| 22 | HV | Hồng Kông   | Chiêm Hạo Trăn        |
| 25 | TM | Hồng Kông   | Phan Thượng Hy        |
| 26 | HV | Hồng Kông   | Hoàng Tuấn Hạo        |
| 27 | HV | Tây Ban Nha | Gaizka Martínez FP    |
| 28 | TM | Hồng Kông   | Trần Gia Hào          |
| 30 | TV | Hồng Kông   | Hứa Triệu Trung       |
| 31 | HV | Hồng Kông   | Ông Hú Đào            |
| 91 | TĐ | Brasil      | Samuel Rosa FP        |

Chú thích:

LP Cầu thủ được coi là bản địa trong các giải đấu quốc nội.

FP Cầu thủ được đăng ký là cầu thủ ngoại.